# Ałusijan
Ałusijan (bułg. Алусиан, gr. Ἀλουσιάνος) – bułgarski arystokrata, syn ostatniego cara, Iwana Władysława. Nieznana jest data jego narodzin ani śmierci. Po zwycięstwie Bizancjum nad Bułgarią (1018) próbował wraz z braćmi bronić resztek carstwa, ale ostatecznie zostali oni pokonani i zmuszeni do służby cesarzowi Bazylemu II. W czasie buntu Piotra Deliana Ałusijan powrócił do Bułgarii, a przez krótki okres w 1041 roku panował nawet jako car. Ostatecznie jednak powstanie upadło, Ałusijan zaś powrócił do Bizancjum.

## Życiorys
Ałusijan był drugim synem cara Iwana Władysława i jego żony Marii. W 1018 roku, po klęsce Iwana w walce z Bazylim II, Ałusijan wraz z braćmi – Presjanem i Aaronem – próbował bronić resztek terytorium carstwa. Ałusijan i jego bracia zostali pokonani przez Bizantyjczyków, lecz zwycięzcy obeszli się z nimi wyjątkowo łaskawie. Bazyli przyjął ich bowiem na służbę oferując, w zamian za wierność, możliwość zrobienia kariery w cesarstwie bizantyjskim. 
Ałusijan został mianowany strategiem temu Teodozjopolis i wysłany do Azji Mniejszej. Tam wżenił się w miejscową arystokrację ormiańską, co tylko pomnożyło jego bogactwa i zwiększyło prestiż. W międzyczasie jego starszy brat, Presjan, dwukrotnie wziął udział w spiskach przeciwko cesarstwu, za co został ostatecznie zmuszony do wstąpienia do klasztoru i zrezygnowania z uczestnictwa w życiu publicznym. Współpraca Ałusijana z cesarstwem układała się dobrze do końca lat 30. XI wieku, kiedy to doszło do sporu między nim a cesarzem Michałem IV i jego bratem, parakoimomenosem Janem Orfanotrofosem. Konflikt zakończył się pozbawieniem Ałusijana większości ziem, bogactw i tytułów.
Ałusijan przebywał jeszcze przez jakiś czas na terenie cesarstwa, aż w 1040 roku doszły doń informacje o sukcesach powstańców Piotra Deliana, jego kuzyna, który zbuntował się przeciwko bizantyjskiej władzy nad Bułgarią. W 1040 roku udał się więc na Bałkany, gdzie przyłączył się do rebeliantów. Delian ciepło przyjął kuzyna, powierzając mu dowództwo nad armią mającą zaatakować Tesaloniki. Oblężenie miasta zakończyło się jednak dla Ałusijana totalną klęską. Bizantyjska odsiecz rozbiła bułgarskich powstańców, a ich dowódca musiał uchodzić do Ostrowa.
Sytuacja buntowników była coraz cięższa, czego Ałusijan był całkowicie świadomy. Prawdopodobnie zaczął wówczas żałować udziału w rebelii i szukał sposobu aby odkupić swoje winy względem Bizantyjczyków. W 1041 roku, w czasie kolacji, zaatakował i pojmał Piotra Deliana, obcinając mu nos i wydłubując oczy. Wojsko przyjęło zamach stanu z radością, ogłaszając Ałusijana nowym carem. 
Pod koniec 1041 roku, gdy doszło do spotkania armii bułgarskich powstańców z wojskami bizantyjskimi, Ałusijan zbiegł do Greków, oddając w ich ręce Deliana i zapewniając o posłuszeństwie. Na wieść o zdradzie wojska powstańcze rozpierzchły się i był to w zasadzie koniec powstania. Ałusijan został nagrodzony tytułem magistros i przywróceniem wszystkich dotychczasowych posiadłości. Jego dalsze losy nie są jednak znane, wiadomo jednak, iż jego potomkowie, zwani przez Greków Alousianoi, piastowali ważne urzędy i wchodzili w skład arystokracji bizantyjskiej aż do XIV wieku. Na przykład synowie Ałusijana, Bazyli i Samuel, byli dowódcami wojskowymi (Bazyli pełnił także funkcję gubernatora Edessy). Ich siostra Anna wyszła za przyszłego cesarza bizantyjskiego, Romana IV Diogenesa.

## W kulturze
W serii gier wideo Crusader Kings jednym z grywalnych władców jest Alusian Kometopoulos, przedstawiony jako władca Widynia.